# Edward Harrison
Pour les articles homonymes, voir Harrison.
Edward Harrison (1766, Lancashire - 6 mai 1838) est un médecin britannique.

## Biographie
Il étudie la médecine à Édimbourg, puis à Londres avec les frères Hunter - John et William. Il obtient son doctorat à Edimbourg en 1784, visite Paris, et exerce son métier pendant trente années à Horncastle dans le Lincolnshire. Il y fonde une pharmacie et le Lincolnshire Benevolent Society. 
Il fut aussi le directeur d'un hôpital pour colonnes vertébrales malformées et un membre de la Royal Society. Il mourut le 6 mai 1838 alors qu'il se rendait à Marlborough.
Une déformation des côtes est associée à son nom : Harrison's sulcus.